# 菩提金剛塔
菩提金剛塔位於重慶市渝中区七星岗街道观音岩金刚塔巷6号，文物遺址年代為1930年，1992年3月19日列為重慶市第二批市級文物保護單位。2000年9月7日列為第一批重慶市文物保護單位。